# Tourouvre (Hochstapler)
Jean-César-Charles Le Boctey; auch Jean Charles Boçtei oder Boçtay (* 1739; bl. bis 1779) war ein französischer Betrüger und Hochstapler, dessen Leben und Wirken lediglich für die Jahre 1768 bis 1779 sicher belegt ist, wobei er betrügerisch erst ab 1775 auftrat. Er wurde vor allem unter seinem Pseudonym (Graf von) Tourouvre(s) bekannt – dabei handelt es sich vermutlich um ein Geonym, das er sich mit Bezug auf die normannische Ortschaft Tourouvre zulegte. In Paris, Straßburg und am bekanntesten in Heilbronn trat er jeweils mit dem Plan auf, Akademien unterschiedlicher Ausrichtung gründen zu wollen. Die dafür umfangreich gesammelten Finanzmittel verwendete er letztlich hauptsächlich für die Aufrechterhaltung des eigenen Lebensstils, während die Geldgeber teils massive Verluste erlitten. Je nach Ansprechpartner, den es zu überzeugen galt, bewegte sich Boctey – wie diverse andere Personen während dieser Zeit – mit seinen Aussagen und Tätigkeiten auch im Grenzbereich von Freimaurerei, Mystik und Okkultismus und nutzte die Leichtgläubigkeit und die Faszination einzelner Adelsvertreter für hermetische Themen zu seinem eigenen Vorteil.

## Leben

### Herkunft und geregeltes Leben in Frankreich
Sein Leben und insbesondere seine Herkunft sind nur lückenhaft bekannt. Verschiedene Quellen berichten, dass er „durch die Geburt zwar ein Mann von Stande, aber kein Graf“ gewesen sei, dass er „mit einigen ansehnlichen Häusern in Frankreich verwandt“ gewesen sei und dass er eine wohlhabende Ehefrau gehabt haben soll. August Ludwig von Schlözer bezeichnete ihn 1778 als „Seigneur de Boçtay, Vicomte de Moyseau aus [der] Bretagne, wo er ein kleines unbeträchtliches Gut besitzt.“ Gemeint ist vermutlich die Ortschaft Moyaux, die allerdings in der Provinz Normandie lag. Zumindest ist aus den 1760er Jahren bekannt, dass ein gewisser Charles Le Boctey „Herr des Lehens von Clepin, Court und Moyaux“ (frz.: sieur du fief de Clepin, la Court et Moyaux) war. In dieser Funktion sprach er auch Recht. Im Jahr 1766 betitelte man ihn als „Ritter, Herr und Ehrenpatron von Moyaux und anderen Orten, Berater des Königs, Ermittlungsbeamter des Vicomte, Prüfkommissar der Vizegrafschaft von Moyaux“ (frz.: chevalier, seigneur et patron honoraire de Moyaux et autres lieux, conseiller du Roy, vicomte enquêteur, commissaire examinateur en la vicomté de Moyaux).

### Inhaftierung und zwielichtiges Leben in Frankreich
In den folgenden Jahren publizierte er unter dem Eindruck der von René-Nicolas-Charles-Augustin de Maupeou vorangetriebenen Einschränkungen der Parlement-Gerichtshöfe einige kritische Schriften „gegen die gute Moral“ und die Regierung des französischen Königs Ludwig XV. und wurde dafür am 29. März 1768 vom Parlament der Bretagne zu einer lebenslangen Haftstrafe verurteilt. Im April gleichen Jahres verlegte man ihn in das Schloss Vincennes unmittelbar östlich von Paris. Dort blieb er bis Januar 1775 inhaftiert, als ihn schließlich der Minister Chrétien-Guillaume de Lamoignon de Malesherbes begnadigte. Seine Ehefrau hatte sich für seine Freilassung eingesetzt und bat ihn, zu ihr auf ihr kleines Landgut in Moyaux zu ziehen, wo sie sich zur Ruhe gesetzt hatte. Dies lehnte er aber ab.
Anschließend hielt sich Boctey noch einige Zeit in Paris auf. Er nannte sich nun Vicomte de Moyaux und plante etwa zehn Monate lang, eine Gesellschaft zur Urbarmachung von Brachland (frz.: Compagnie patriotique d’agriculture) zu gründen. Zwar verweigerte der königliche Hof eine entsprechende Erlaubnis, von dem bereits eingetriebenen Kapital führte Boctey jedoch kurzzeitig ein verschwenderisches Leben. Unter anderem mietete er ein Hotel mit mehreren Angestellten. Zu dieser Zeit ergingen mehrere Anzeigen wegen angeblichen Betruges gegen ihn. Als seine eigenen Finanzmittel aufgebraucht waren, versuchte er sich erfolglos im Glückspiel und wäre wohl erneut verhaftet worden, wäre er nicht im April 1777 überstürzt mit etwa 100.000 Livre aus der Stadt verschwunden. Die Ermittlungsbehörden vermuteten eine Flucht in Richtung Burgund und wiesen den Polizeikommandanten von Lyon an, Boctey zu verhaften. Dieser kam dort jedoch nie an.
Stattdessen sendete er am 1. Mai aus Straßburg einen Brief an den Pariser Polizeikommandanten, in dem er ihn bat, das wenige in Paris zurückgelassene Geld an einen Gläubiger zu übermitteln. Er fügte hinzu, angeblich von seinen Bediensteten bestohlen worden zu sein, und forderte dafür Gerechtigkeit. In Straßburg nahm Boctey erstmals den Namen Comte de Tourouvres an. Auch dort machte er Pläne öffentlich, die jenen aus Heilbronn einige Monate später nahezu exakt gleichen sollten. Abermals gelang es ihm, wohlhabende Privatpersonen und Handelshäuser zu Investitionen oder zumindest Investitionsversprechen zu bewegen. Er musste die Stadt zwar aus unbekannten Gründen wieder verlassen, konnte diese finanziellen Zusicherungen aber später in Heilbronn als scheinbare Sicherheiten vorzeigen.

### Wirken in Heilbronn
Im Sommer 1777 tauchte Boctey in der Reichsstadt Heilbronn auf. Binnen kurzer Zeit gelang es ihm, wichtige Kontakte zu schließen und in den höheren Gesellschaftskreisen Begeisterung für seine Pläne auszulösen. Diese sahen vor allem die Gründung einer Aktiengesellschaft vor, um eine „Academie bienfaisante & patriotique des sciences, belles lettres, agriculture, arts & commerce“ (de.: Wohltätige und patriotische Akademie der Wissenschaften, Belletristik, Landwirtschaft, Künste und Handel) ins Leben zu rufen. Unter diesem weitgefassten Konzept konnte er zahlreiche unterschiedliche Ideen subsumieren. Er selbst wollte die Leitung der Akademie übernehmen und sie sollte unter dem Schutz des städtischen Magistrats stehen. Dieser erteilte Boctey am 15. September 1777 einen entsprechenden Oktroy. Die Akademie sollte verschiedene Manufakturen und Druckereien umfassen, ein eigenes Journal herausgeben, darüber hinaus innerhalb der Stadt das exklusive Privileg für die Organisation von Spielen, Bühnenschauspielen, Tanzveranstaltungen und anderen Vergnügungen (frz.: jeux, spectacles, redoute et autres plaisirs) besitzen und ein Geldinstitut (frz.: caisse d’escomte et de dépôts) für alle europäischen Hauptstädte betreiben. Ferner sollte unter Bocteys Direktion auch ein deutsches Nationaltheater gegründet werden. Hierzu konnte er bereits einige Schauspieler verpflichten. Boctey vermochte es, durch Werbung bei Adeligen und wohlhabenden Privatpersonen signifikante Kapitalmengen zu akquirieren. Dabei nutzte er die tatsächlich vorhandenen – aber inzwischen wertlosen – schriftlichen Geldzusicherungen aus Straßburg sowie weitere ähnliche gefälschte Dokumente als Beweise für eine vorgeblich solide finanzielle Absicherung seines Vorhabens. Unter anderem gewann er auch Ludwig Georg Karl von Hessen-Darmstadt für seine Idee. Dieser war erst wenige Monate zuvor bereits den Hochstaplern und Betrügern Gottlieb Franz von Gugomos und Peter Christian Tayssen aufgesessen.
Es wurde vereinbart, dass die Akademie sechs Prozent ihres jeweiligen Jahresgewinns an die Stadt Heilbronn abtreten und zudem monatlich 30 Gulden in die Armenkasse zahlen solle. Die Anzahl der Akademiemitglieder war zunächst auf 42 festgesetzt. Mit diesen wurde vertraglich exakt geregelt, durch welche Beamten und auf welche Weise der Fonds in Höhe von vier Millionen Livre verwaltet werden sollte. Es wurde auch festgehalten, dass die Heilbronner Mitglieder als Aufnahmegebühr 66 Gulden zuzüglich vier Prozent ihres Einkommens zahlen sollten. Sie mussten auf das Evangelium schwören, keine Interna aus den Akademieversammlungen zu verbreiten und sich innerhalb eines Umkreises von 75 Kilometern nicht auf ähnliche Unternehmungen einzulassen.
Entgegen seiner Ankündigungen konnte Boctey aber auch nach mehreren Monaten noch keinen Zahlungseingang aus Frankreich vermelden. Stattdessen kam mit dem 1. Dezember der Zahltag für die (noch beschäftigungslosen) Schauspieler, die Bauarbeiter und seine eigenen Unterkünfte. An diesem Tag versprach er, eine Schauspielergesellschaft gründen zu wollen. Als aber klar wurde, dass er die Außenstände nicht würde begleichen können, drohte ihm die Verhaftung. Daraufhin bat er noch am gleichen Tag den Heilbronner Bürgermeister Georg Heinrich von Roßkampff, ihm mit einem Vorschuss von mehreren Hundert Gulden auszuhelfen. Er eröffnete ihm bei dieser Gelegenheit seinen angeblichen wahren Plan: Er sei Gesandter eines bedeutenden französischen Herzogs und solle unter dem Mantel der Akademie und im Sinne des Freimaurerordens der Strikten Observanz eine Vereinigung der angesehensten Mitglieder deutscher Logen schaffen. Zuvor hatte er stets jede Verbindung zur Strikten Observanz empört und  „mit verächtlicher Mine“ zurückgewiesen. Dementsprechend war von Roßkampff skeptisch, gewährte ihm aber dennoch den Vorschuss, den Boctey bis zum 16. Dezember zurückzahlen wollte – was er nicht tat. In seinem Journal gab er nun bekannt, dass sich die Akademiemitglieder am 12. Januar erstmals versammeln würden. Das teilte er am 9. Dezember auch dem städtischen Magistrat mit und gab an, einen weiteren Vorschuss über 30 Louis d’or erhalten zu haben. Den Namen des Geldgebers wollte er nicht nennen. Es sei ein junger Mann gewesen, dem er als Gegenleistung einige vorgeschriebene deutschsprachige Zeilen unterzeichnet hätte, die er selbst nicht verstanden habe.
Mittlerweile hatte auch der Vicomte Charles François Hurault de Vibraye (1739–1828), französischer Bevollmächtigter am Württembergischen Hof und Minister beim Schwäbischen Reichskreis, von den Vorgängen in Heilbronn Kenntnis erhalten. Er war mit Bocteys Vorleben in Frankreich vertraut und schrieb am 31. Dezember einen Brief an Bürgermeister von Roßkampff, in dem er die entsprechenden Begebenheiten detailliert darlegte und eindringlich vor einem Umgang mit dem angeblichen Grafen Tourouvres warnte. Auf einer Versammlung am 10. Januar 1778, an der neben den Magistratsmitgliedern auch Mitglieder der Adelsgeschlechter Haus Nassau und Haus Hessen teilnahmen, versicherte Boctey, einen Fond von 4.339.104 Livre beschaffen zu können, und gab an, die Namen der angeblichen französischen Geldgeber nicht nennen zu wollen, weil das für diese zu gefährlich sei. Der Vertrauensvorschuss der Heilbronner war nach vielen Monaten der Verzögerungstaktik und des Hinhaltens und angesichts noch immer nicht geleisteter Rückzahlungen allerdings aufgebraucht. Bürgermeister von Roßkampff verlas den Brief des französischen Bevollmächtigten und Boctey, nun vollends als Betrüger und Hochstapler entlarvt, wurde verhaftet.

### Inhaftierung in Heilbronn
Nach seiner Festnahme war Boctey in Heilbronn inhaftiert. Ende Juni 1778 unternahm er einen Fluchtversuch, indem er die Eisengitter seiner Zelle mit einer Feile durchtrennte und sich anschließend an zerschnittenen Bettlaken zwei Stockwerke abseilte. Dabei verletzte er sich allerdings so stark, dass er kaum noch laufen konnte. Er ließ sich in der Neubauer’schen Apotheke verbinden, und dem Apotheker gelang es, währenddessen die Polizei zu verständigen. Boctey konnte noch an Ort und Stelle erneut in Gewahrsam genommen werden. Er blieb noch bis August 1779 in Haft – seine Ehefrau weigerte sich dieses Mal angeblich, ihm zu helfen – und wurde dann lebenslänglich des Landes verwiesen, womit sich seine Spur verliert.